# Тосу

То́су (яп. 鳥栖市, とすし, МФА: [tosu ɕi̥]?) — місто в Японії, в префектурі Саґа.     Отримало статус міста 1954 року. Площа становить 71,73 км². Станом на 1 серпня 2011 року населення складало 69 929  осіб, густота населення — 975 осіб/км².     

## Історія
Тосу отримало статус міста 1 квітня 1954 року.